# Drive Like Maria
Drive Like Maria est un groupe belgo-néerlandais de rock.

## Histoire
Il perce lors de la Global Battle of the Bands en 2005. Après avoir remporté la version néerlandaise de cet événement, le groupe termine deuxième lors de la finale internationale à Londres. Peu après, Drive Like Maria signe un contrat d'enregistrement avec PIAS. En 2009, le premier album du groupe sort, baptisé Elmwood, d'après le quartier de Dallas où John Congleton (connu pour Black Mountain, The Roots, entre autres) mixe l'album. L'auteur-compositeur-interprète américain Janis Ian chante également sur les chansons Sure Enough et Die a Little More.
Le premier single de l'album, intitulé I'm On a Train, sort en mars 2009, et atteint la cinquième place du « Kink 40 ». Le 12 juin 2009, Drive Like Maria assure la première partie du concert de ZZ Top au Forest National à Bruxelles. Le 23 juin 2009, le groupe a assuré la première partie du concert d'AC/DC à l'Amsterdam ArenA.
Le 11 mai 2012, le groupe sort son deuxième album Drive Like Maria, qui est accueilli favorablement, et en 2013, il sort en Belgique et en Allemagne, en Suisse et en Autriche, où le groupe tourne également. Le 5 avril, ils jouent à Pékin, en Chine, au SOTX Showcase Festival, la version chinoise de SXSW, à la suite de quoi le groupe effectue une courte tournée en Chine.
En 2016, Drive Like Maria sort les deux premiers volets du triptyque Creator Preserver Destroyer au Benelux chez Caroline Records. Les tournées de printemps et d'automne destinées à promouvoir Creator et Preserver se sont déroulées presque à guichets fermés et, en été, le groupe est vu pour la première fois dans le nouveau line-up lors de festivals tels que Paaspop, Dauwpop, Zwarte Cross et Pukkelpop. Drive Like Maria se compose alors de Bjorn Awouters (guitare, chant), Nitzan Hoffmann (guitare), Bram van den Berg (batterie) et Maarten van Damme (basse).
Le 27 janvier 2017, Creator Preserver Destroyer sort au Benelux. Dans les jours qui suivent sa sortie, le groupe est notamment l'invité de De Wereld Draait Door et de TROS Muziekcafé. Les sorties en Allemagne, en Autriche, en Suisse et en Italie suivent le 24 février 2017. 

## Discographie
- 2009 :  Elmwood
- 2012 :  Drive Like Maria
- 2017 :  Creator Preserver Destroyer